# Liste der Naturdenkmale in Altena
Die Liste der Naturdenkmale in Altena enthält die Naturdenkmale in Altena im Märkischen Kreis in Nordrhein-Westfalen.

## Naturdenkmale
| Bild           | Bezeichnung | Ortsteil | Lage                                                                            | Bemerkung                                                                | Unter Schutz gestellt seit | Nummer    |
| -------------- | ----------- | -------- | ------------------------------------------------------------------------------- | ------------------------------------------------------------------------ | -------------------------- | --------- |
| weitere Bilder | 1 Linde     | Dahle    | Mühlhofstraße/Ecke Netzschlade (51° 18′ 10,7″ N, 7° 45′ 33,1″ O)                | Ortsprägender Baum mit einem geschätzten Alter von 160 Jahren (2020).    | 1964                       | ND 230/61 |
| weitere Bilder | 1 Esche     | Dahle    | Westlich Schulstraße 18 (Bergnase „Knübotten“) (51° 18′ 3,9″ N, 7° 45′ 27,9″ O) | Ortsprägender Baum mit einem geschätzten Alter von 110 Jahren (2020).    | 1964                       | ND 233/65 |
|                | 2 Linden    | Dahle    | Südwestlich Hauptstraße 38 (51° 18′ 4,4″ N, 7° 45′ 25,2″ O)                     | Prägende Straßenbäume mit einem geschätzten Alter von 110 Jahren (2020). | 1964                       | ND 234/66 |